# Doze Ribeiras
Doze Ribeiras es una freguesia portuguesa del concelho de Angra do Heroísmo, con 10,37 km² de superficie y 559 habitantes (2001). Su densidad de población es de 53,9 hab/km².